# Вјејес (Долина Аосте)
Вјејес је насеље у Италији у округу Долина Аосте, региону Долина Аосте.
Према процени из 2011. у насељу је живело 9 становника. Насеље се налази на надморској висини од 1149 м.